# Hana Urankar
Hana Urankar (* 21. Januar 2001) ist eine slowenische Leichtathletin, die sich auf den Diskuswurf spezialisiert hat.

## Sportliche Laufbahn
Erste internationale Erfahrungen sammelte Hana Urankar im Jahr 2018, als sie bei den U18-Europameisterschaften in Győr mit einer Weite von 14,24 m in der Qualifikationsrunde im Kugelstoßen ausschied. Im Jahr darauf verpasste sie bei den U20-Europameisterschaften in Borås mit 45,96 m den Finaleinzug im Diskuswurf und 2021 schied sie bei den U23-Europameisterschaften in Tallinn mit 47,65 m in der Vorrunde aus. 2022 belegte sie bei den Balkan-Meisterschaften in Craiova mit 50,94 m den siebten Platz.
2021 wurde Urankar slowenische Meisterin im Diskuswurf.